# Cibolo
Cibolo is een plaats (city) in de Amerikaanse staat Texas, en valt bestuurlijk gezien onder Bexar County en Guadalupe County.

## Demografie
Bij de volkstelling in 2000 werd het aantal inwoners vastgesteld op 3035.
In 2006 is het aantal inwoners door het United States Census Bureau geschat op 10.085, een stijging van 7050 (232,3%).

## Geografie
Volgens het United States Census Bureau beslaat de plaats een oppervlakte van
13,8 km², geheel bestaande uit land.

## Plaatsen in de nabije omgeving
De onderstaande figuur toont nabijgelegen plaatsen in een straal van 8 km rond Cibolo.